# Seth Lover
Seth Lover (1. januar 1910 i Michigan, USA – 31. januar 1997) er mest kendt for at opfinde humbucker-pick-up'pen i 1955, til brug i Gibsons guitarer (primært Les Paul'en).